# Sébastien Gardillou
Sébastien Gardillou (n. 30 septembrie 1975, în Limoges) este un antrenor francez de handbal, actualul antrenor secund al echipei naționale a Franței și fost antrenor principal al echipei de club OGC Nice Handball.
Gardillou a făcut parte ca analist video din echipa Franței care a câștigat medalia de argint la Jocurile Olimpice din 2016, de la Rio de Janeiro, și ca antrenor secund din echipa care a câștigat medalia de aur la Campionatul Mondial din 2017, desfășurat în Germania.

## Carieră
Sébastien Gardillou a jucat handbal la două echipe din localitatea natală, ASPTT Limoges și Capo Handball Limoges, înainte să devină antrenor la ASPTT Limoges.
După ce a antrenat diferite categorii de echipe franceze, unele alături de Olivier Krumbholz, Gardillou a fost cooptat de Metz Handball în vara anului 2010. Încă din primul său an la Metz, antrenorul a câștigat cu echipa titlul de campion al Franței. Al doilea sezon a fost mai dificil pentru club, care n-a mai câștigat nici un trofeu. Antrenorul a fost concediat la sfârșitul sezonului 2011-2012 și a semnat un contract cu OGC Nice Côte d'Azur Handball, promovând-o apoi în prima divizie și reușind s-o mențină acolo până în 2016, când contractul său a luat sfârșit.
Între 2005 și 2010, Sébastien Gardillou a fost analistul video al echipei naționale a Franței. El a reluat această funcție în martie 2016, la solicitarea lui Olivier Krumbholz, fiind în același timp și antrenor cu portarii.

## Palmares

### Club
- Campionatul Franței:
  -  Câștigător: 2011

- Cupa Ligii Franței:
  -  Câștigător: 2011

### Echipa națională
- Jocurile Olimpice:
  -  Medalie de argint: 2016 (analist video)

- Campionatul Mondial:
  -  Medalie de aur: 2017 (antrenor secund)

- Campionatul European:
  -  Medalie de bronz: 2006 (antrenor cu portarii)